# 하와
하와(히브리어: חַוָּה 하와, 영어: Eve 이브[*],  라틴어: Eva, 그리스어: Εύα, 아랍어: حواء)는 유대교, 기독교, 이슬람교 등의 경전에 등장하는 창조주가 만든 두번째 인간이다. 일반적으로, 아담의 갈빗대를 빼내 만든 존재로 해석되나 아담을 반으로 잘라 만든 존재로도 해석된다. 갈빗대로 번역된 "첼라 צלע"는 갈비뼈라는 뜻 보다는 주로 옆면 전체를 지칭하는 용어로, 성서의 다른 부분인 출애굽기 25장 14절에서는 법궤(언약궤)의 한 면 전체를, 사무엘상 16장 13절에서는 언덕의 한 면 전체를, 열왕기상 6장 5절과 15-16절에서는 방들이나 기둥들의 옆 면 전체를 칭할 때 사용되었으며, 같은 기원을 둔 아카드어 "첼루(sēlû)" 역시 갈빗대 하나 보다는 주로 사람의 반쪽 전체나 갈빗대 전체의 반쪽이나 건물의 옆면 전체를 지칭하는 단어였다. 이러한 "첼라 צלע"의 원래 의미에 부합하게 미드라시/미드라쉬 창세기/베레시트 랍바 8:1(Midrash Bereshit Rabbah 8:1)과 다른 기록들(Genesis Rabbah on Gen 1:26; Leviticus Rabbah on Lev 12:2)에서는 창조주가 태초의 인간을 반으로 갈라 한 쪽은 아담이, 다른 한 쪽은 하와가 되게 하였다고 이야기 한다.

(27절) 하나님이 자기 형상 곧 하나님의 형상대로 사람을 창조하시되 남자와 여자를 창조하시고
(28절) 하나님이 그들에게 복을 주시며 하나님이 그들에게 이르시되 생육하고 번성하여 땅에 충만하라, 땅을 정복하라, 바다의 물고기와 하늘의 새와 땅에 움직이는 모든 생물을 다스리라 하시니라.
(개역개정, 창세기 1장)

일부 사람들이 창세기 1장 27절을 근거로 하와가 창조되기 전에 또 다른 여성이 창조되었다고 주장하지만 창세기 1장은 창조 과정을 전체적으로 보여주는 개요로 보는게 타당하다. 창세기 2장 18절에서 아담은 창조 당시 혼자였음을 알 수 있다. 

아브라함 종교의 경전에 따르면 창조주는 혼자 사는 모습이 보기 좋지 않아 최초의 사람 아담에게 알맞은 협력자를 주기 위해 하와를 창조했다. 그러나 하와는 선과 악을 알게 되면 창조주처럼 될 수 있다는 뱀의 유혹에 넘어가 하나님이 먹지 말라고 한 선과 악을 알게 하는 나무의 열매를 따먹었다. 그리고 아담에게도 그 열매를 주어 먹게 하였다. 그 결과, 아담과 하와는 창조주의 진노로 저주를 받고 에덴 동산에서 영원히 추방당했다. 하와는 잉태의 고통이 더해질 것이며 남편을 사모하고 남편이 그녀를 다스릴 것이라는 저주를 받는다. 하지만, 이는 번역 오류이기에 올바른 번역은 그 의미가 이와는 매우 다르다고 할 수 있다. 해당 구절에서 '고통'과 '수고함'으로 번역된 '이차본'(히브리어: עצבון 이차본)과 이의 어근인 '이차브'(히브리어: עצב 이차브)는 '고통'이 아니라 '근심(하다)'과 '걱정(하다)'을 뜻하며, 이는 성서 본문의 여러 부분에서도 확인된다. 즉, 잉태의 고통이 더해져 수고함 가운데 자녀를 낳는 것이 아니라 잉태와 관련한 근심을 더할 것이고 걱정 가운데 자녀를 낳을 것이라는 말씀이라는 것이다. 남편을 사모한다는 부분은 서기 9세기 경의 사본인 마소라 사본을 채택하여 번역한 것에서 비롯되었다. 마소라 사본보다 약 1000년 이상 더 오래된 사본인 기원전 3세기경의 70인역 사본에서는 '사모(하다)'로 번역된 부분이 '혐오(또는 혐오감을 표시하다)', '경멸(하다)', 그리고 '돌아섬(또는 돌아서다)'을 뜻하는 '아포스트로피'(αποστροφή)로 기록되어 있다. 70인역 사본과 사해문서 사이의 유사점, 신약 시대의 문서들의 구약 인용들이 70인역 사본을 기초로 하고 있기에 마소라 사본과 비교했을 때는 70인역 사본의 기록이 더 신뢰성이 높을 것으로 여겨진다. 그렇기에 해당 구절은 그녀의 '돌아섬'은 낙원에서 남편과 선악과를 먹음으로 하나님을 배반한 그녀의 행위를 가리키는 것으로 보아 그녀가 하나님이 아닌 남편에게로 돌아섰지만 남편은 그녀를 지배할 것이라는 의미나 그녀가 남편을 혐오하겠지만 남편은 그런 그녀를 지배하려 들 것이라는 의미로 해석될 수 있다. 또한, '아포스트로피'는 로마서 11:26을 포함한 신약 성서의 여러 구절들에서 '경건치 않은 것' 또는 '죄'에서 '돌이키라'는 의미로 사용되었는데, 이와 성서에서 반복적으로 강조되는 주제인 '죄의 지배'와 '죄에서 돌이킴'을 고려하면 해당 구절에서 남편이 '죄'에 비유됨을 확인할 수 있다. 물론, 신약 성서에서 사도 바울은 해당 구절은 인용하며 여성의 순종을 언급했지만, 사도 바울의 서신들에 대하여 학계의 대부분의 학자들은 그 저작성과 진위성을 의심한다. 설령 바울의 저작성이 인정되더라도 후대의 편집자들의 손을 거치며 원래의 내용이 온전하게 보존되었다고 확언하기도 어렵다. 특히, 사도행전의 '브리스길라(아내)와 아굴라(남편)'가 고린도전서 16:19에서는 '아굴라와 브리스길라'로 순서가 바뀌어 있다는 것은 성서 학자 Dan McClellan을 포함한 많은 학자들이 지적한 점이다. 이외에도 신약 성서에서는 구약의 번역 오류가 원의미로 받아들여진 다른 경우를 확인할 수 있는데, 시편 110편에는 '너는 멜기세덱의 서열을 따라 영원한 제사장이라'는 표현이 히브리어 원어로는 '너는 내 명령에 따라 영원한 제사장이라, 멜기세덱이여'이지만 히브리서 7장에서는 '너는 멜기세덱의 서열을 따라 영원한 제사장이라'를 뜻하는 헬라어로 기록되어 있는 경우이다. 바울의 인용 역시 이와 비슷한 경우로도 볼 수 있다.

## 이름과 기원
성경에서 하와는 아담의 아내이다. 하와의 이름은 성경 전체를 통틀어서 딱 네 번만 언급된다. 우선 창세기 3장 20절에서 하와라는 이름이 최초로 언급된다. “사람은 자기 아내의 이름을 하와라 하였다. 그가 살아 있는 모든 것의 어머니가 되었기 때문이다.” 불가타 성경의 구약성경 부분에서는 ‘하바(Hava)’라고 기록된 반면, 신약성경 부분에서는 ‘에바(Eva)’라고 기록되어 있다.
성경에서 하와가 몇 번째 사람이라고 명확하게 기록되어 있지는 않다. 하와는 초창기에는 아담과 살면서 하느님과 함께 에덴 동산을 거닐었다고 묘사되어 있다. 하지만 결국 뱀의 유혹에 굴복하여 하느님이 먹지 말라고 경고한 선악과를 따서 먹고 아담에게도 그 열매를 먹도록 하였다. 그리하여 두 사람은 결국 하느님의 진노를 사서 에덴 동산에서 영원히 쫓겨나 다시는 돌아가지 못하였다. 창세기의 기록에 따르면, 낙원에서 추방당한 아담과 하와는 많은 자식들을 낳았는데 가인과 아벨, 셋의 이름만이 전해진다.

## 하와의 창조

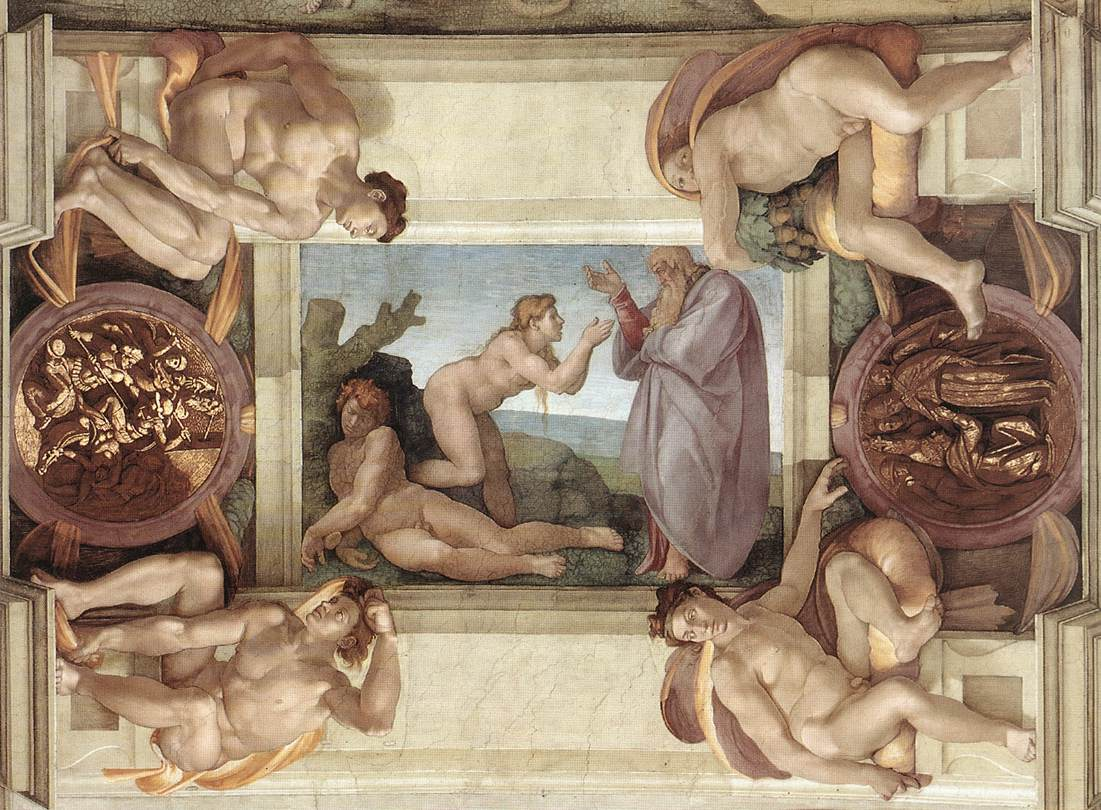
하와의 창조 (미켈란젤로, 시스티나 경당)

구약성경의 창세기에 따르면, 하와는 에덴 동산에서 아담의 배우자로서 창조되었다고 적고 있다. 하느님은 “사람이 혼자 있는 것이 좋지 않으니, 그에게 알맞은 협력자를 만들어 주겠다.”라고 결심하고 하와를 창조하였는데, 창세기 2장 21-22절에 그 과정이 나와 있다.
그래서 주 하느님께서는 사람 위로 깊은 잠이 쏟아지게 하시어 그를 잠들게 하신 다음, 그의 갈빗대 하나를 빼내시고 그 자리를 살로 메우셨다. 주 하느님께서 사람에게서 빼내신 갈빗대로 여자를 지으시고, 그를 사람에게 데려오셨다.
아담은 자신의 반려자를 보고 “이야말로 내 뼈에서 나온 뼈요 내 살에서 나온 살이로구나! 남자에게서 나왔으니 여자라 불리리라.”라고 부르짖었다.
하지만, 갈빗대로 번역된 "첼라 צלע"는 갈비뼈라는 뜻 보다는 주로 옆면 전체를 지칭하는 용어로, 성서의 다른 부분인 출애굽기 25장 14절에서는 법궤(언약궤)의 한 면 전체를, 사무엘상 16장 13절에서는 언덕의 한 면 전체를, 열왕기상 6장 5절과 15-16절에서는 방들이나 기둥들의 옆 면 전체를 칭할 때 사용되었으며, 같은 기원을 둔 아카드어 "첼루(sēlû)" 역시 갈빗대 하나 보다는 주로 사람의 반쪽 전체나 갈빗대 전체의 반쪽이나 건물의 옆면 전체를 지칭하는 단어였다. 이러한 "첼라 צלע"의 원래 의미에 부합하게 미드라시/미드라쉬 창세기/베레시트 랍바 8:1(Midrash Bereshit Rabbah 8:1)과 다른 기록들(Genesis Rabbah on Gen 1:26; Leviticus Rabbah on Lev 12:2)에서는 창조주가 태초의 인간을 반으로 갈라 한 쪽은 아담이, 다른 한 쪽은 하와가 되게 하였다고 이야기 한다.
창세기 2:21의 "깊은 잠"은 히브리어 원어로 "타르데마 תַּרְדֵּמָ֛ה"로, 성서에서 하나님께서 환상을 보여주시기 전에 주시는 잠이기에 하와의 창조 과정은 물리적인 과정이 아니라 아담이 본 환상으로도 해석된다.
토빗기 8장 6절에서는 하느님이 아담을 만들고 그의 협력자이자 협조자로서 아내인 하와를 만들어 주었다고 기록되어 있다.

## 유혹과 범죄, 낙원으로부터의 추방
어느 날 뱀이 여자에게 다가와 “하느님이 참으로 동산 모든나무의 열매를 먹지 말라하시더냐” 하고 물었다. 여자는 “동산 나무의 열매는 우리가 먹을 수 있으나 가운데 있는 나무의 열매는 먹지 말라 너희가 죽을까 하노라 하셨다” 말하였다. 뱀은 “너희가 결코 죽지 아니하리라. 너희가 그것을 먹는 날에는 너희 눈이 밝아 하느님과 같이 되어 선악을 알줄을 하느님이 아심이니라” 하였다. 여자가 그것을 따먹고 함께한 남편에게도 주매 그도 먹었다. 그러자 그 둘은 눈이 열려 자기들이 알몸인 것을 알고, 무화과나무 잎을 엮어서 치마를 만들어 입었다. 그러나 결국 하나님으로부터 선악과를 먹은 사실이 발각되고, 저주를 받는다.
아담에게는 “너는 흙에서 나왔으니 흙으로 돌아갈 때까지 얼굴에 땀을 흘려야 양식을 먹을 수 있으리라.” 그리고 아담은 자기 아내의 이름을 하와라고 하였는데, 그가 살아있는 모든 것의 어머니가 되었기 때문이다.
창세기의 뱀은 사탄으로 해석된다. 창세기 3:1은 "들짐승 중에"라고 언급하지만, 영문과 히브리어 원문 성서에서는 "들짐승들 보다"로 되어있기에 "들짐승 중에"는 번역 오류이다. 해당 구절은 들짐승들, 인간, 천사를 포함한 하나님의 모든 피조물들 보다 뱀이 더 간교하다는 의미에서 쓰여졌다고 보는 것이 적절하다. 고대 히브리어에는 모음이 없었기 때문에 창세기의 נָחָשׁ(Nā ḥāš)을 구성하는 문자는 속이는 자나 점술사로 번역될 수도 있다. 형용사의 어근으로서 이 단어는 빛나는을 뜻하는 명사를 의미하는 것으로 번역될 수 있다. 이 단어의 파생어는 성경의 여러 장소에서 동/놋의 빛을 가리키기 위해 사용되었다. 이는 성경에서 일반적으로 천사나 하나님과 관련된 특징입니다. International Standard Version 성경은 נָחָשׁ(Nā ḥāš)을 뱀 대신 빛나는 자로 번역한다. 따라서 창세기의 뱀은 종종 성서 속 뱀의 모습을 한 천사인 스랍(שָׂרָף)으로 해석된다. 창세기의 뱀을 향한 "배로 다니고"라는 저주는 피라미드 텍스트에서 뱀에게 눕거나, 쓰러지거나, 내려가거나, 기어가라고 명하는 주문과 유사하다 (피라미드 텍스트 226, 233, 234, 298, 386). 이러한 유사점은 "배로 다니고"라는 구절이 사지를 잃는 것을 의미하지 않는 다는 것을 시사한다. 오히려 공격 자세로 똑바로 서 있지 말고 유순한 자세를 하라는 것을 의미의 구절이라는 것이다. 피라미드 텍스트는 또한 뱀이 먼지/흙 속으로 사라지는 명령을 의미합니다 (피라미드 텍스트 227, 230, 237). 길가메시 서사시와 욥 16:17에서 저승은 먼지의 집이라고 불립니다. 따라서 먼지를 먹는 저주는 지하 세계로 던져지는 것을 의미할 가능성이 높다.
하느님은 아담과 하와에게 가죽 옷을 만들어 입혀 준 다음, “자, 사람이 선과 악을 알아 우리 가운데 하나처럼 되었으니, 이제 그가 손을 내밀어 생명 나무 열매까지 따 먹고 영원히 살게 되어서는 안 되지.”라고 생각하였다. 그래서 아담과 하와를 에덴 동산에서 내쫓은 다음, 동산 동쪽에 커룹들과 번쩍이는 불 칼을 세워, 생명의 나무에 이르는 길을 지키게 하였다.
만약 이들이 그 즉시 생명나무 열매를 따먹었다면 하나님의 계획은 수포로 돌아갔을 것이며, 아담과 하와는 자녀를 낳지 못한 채 하나님처럼 선과 악을 알게 되어 영원히 살게 되었을 것이다.

## 인류의 어머니
성경에 기록된 바에 따르면, 범죄 이후 하와는 인생의 비애와 출산의 고통 그리고 남편 아래 있으면서 그를 섬기는 형벌을 선고받았으며, 하와 이후에는 모든 여성들도 그와 같은 신세를 물려받게 되었다. 초창기 반(反)페미니스트들은 여자들에게 성교육을 가르치는 행위는 하느님이 내린 저주에 대한 폭력행위이며 따라서 반드시 물리쳐야 한다고 주장하였다. 모든 신앙인들은 하와를 인류의 시조로 생각하며 특별하게 여긴다. 왜냐하면 하와가 비록 아담에게서 비롯된 존재이기는 하지만, 그녀가 창조된 후 모든 인류는 여자에 의해 태어나게 되었기 때문이다. 아담과 하와는 두 아들을 낳았다. 장남은 카인이라는 이름의 농부였으며, 차남은 아벨이라는 이름의 양치기였다. 나중에 아벨이 형 카인에 의해 살해당한 후, 하와는 세 번째 아들을 낳게 되는데, 그 이름을 셋이라고 지었다. 창세기에 따르면, 당시 하와는 “카인이 아벨을 죽여 버려, 하느님께서 그 대신 다른 자식 하나를 나에게 세워 주셨구나.”(창세 4,25)라고 말했다고 한다.

## 같이 보기
- 선악과
- 아담
- 에덴 동산
- 원죄
- 창세기

1. ↑  Zevit, Ziony. What Really Happened in the Garden of Eden. Yale University Press, p. 143.
2. ↑  Eichler, R. “Gender Equality at Creation.” TheTorah.com, 2015, https://thetorah.com/article/gender-equality-at-creation.
3. ↑  창세기 6:6, 34:7, 45:5, 사무엘상 20:3, 20:34; 사무엘하 19:2; 느헤미야 8:10-11; 시편 78:40; 이사야 54:6, 63:10
4. ↑  Kugel, James L. Traditions of the Bible, pp. 278–9
5. ↑  Zevit, Ziony. What Really Happened in the Garden of Eden. Yale University Press, p. 143.
6. ↑  Eichler, R. “Gender Equality at Creation.” TheTorah.com, 2015, https://thetorah.com/article/gender-equality-at-creation.
7. ↑  창 15:2; 욥 4:13; 33:15; 단 8:18; 10:9
8. ↑  Michael V. Fox - Proverbs 10-31. p. 513.
9. ↑  민 21:9; 신 8:9; 수 6:19, 22:8; 삿 16:21; 삼상 17:5; 삼하 8:10
10. ↑  다니엘 10:6; 에스겔 1:7
11. ↑  Ben Stanhope - The Reception of the Winged Serpent Motif on Hebrew Seals of the Late Monarchy and the Biblical Seraphim.
12. ↑  John Walton, "The Lost World of Adam and Eve", pp. 129-130.
13. ↑  Ben Stanhope - The Reception of the Winged Serpent Motif on Hebrew Seals of the Late Monarchy and the Biblical Seraphim.